# Аугусто Роа Бастос
Аугусто Роа Бастос (на испански: Augusto Roa Bastos) е парагвайски журналист, сценарист, преподавател, преводач, поет и писател на произведения в жанра драма, лирика, исторически роман и документалистика. Част е на литературното движение „латиноамерикански бум“.

## Биография и творчество
Аугусто Роа Бастос е роден на 13 юни 1917 г. в Асунсион, Парагвай. Прекарва детството си в малкото градче Итурбе, в региона Гуайра, където баща му е бил администратор на захарна плантация. Там се научава да говори както испански, така и гуарани, езикът на коренното население на Парагвай. На десетгодишна възраст е изпратен на училище в Асунсион, където отсяда при чичо си Херменегилдо Роа, либералният епископ на Асунсион. Богатата лична библиотека на чичо му му предоставя възможност да се запознае с класическата испанска литература.
През 1932 г. започва териториалната война за Гран Чако между Парагвай и Боливия. На 15-годишна възраст той избягва с група съученици и се присъединява към парагвайската армия, за да се бие в Гуера дел Чако срещу Боливия, и в продължение на три години работи като асистент на медицинска сестра. Войната има дълбоко въздействие върху него като бъдещ писател, защото вижда последиците от битките – „осакатени тела“ и „унищожение“, което го прави убеден пацифист.
Непосредствено след войната работи като банков чиновник, а по-късно и като журналист. През това време започва да пише пиеси и поезия. През 1941 г. Роа Бастос печели наградата „Атенео Парагвайо“ за ръкописа „Фулгенсия Миранда“, но книгата никога не е публикувана. В началото на 40-те години прекарва значително време в плантациите йерба мате в северен Парагвай.
През 1942 г. е назначен за редакционен секретар на всекидневника „Асунсион Ел Паис“. През 1945 г. пътува до Европа, по покана на Британския съвет в Лондон, посещава и Великобритания Франция и Африка, където прави интервюта и статии за Втората световна война. Две години по-късно се завръща в Парагвай, но поради военната диктатура на генерал Алфредо Стреснер и репресиите на режима, е принуден да избяга в Буенос Айрес, Аржентина. В Аржентина, за да се издържа, работи като пощальон, сценарист за кино и театър, журналист и университетски професор, като едновременно пише.
Въпреки трудното изгнание, времето му в Буенос Айрес е неговият плодовит период. През 1953 г. публикува първата си книга, сборникът от 17 разказа „El trueno entre las hojas“ (Гръм между листата). Седем години по-късно е издаден романът му „Син человечески“, вдъхновен от впечатленията му от войната за Гран Чако. С тази книга започва трилогия за монотеизма на властта.
Най-известен е сложният му роман „Аз, Върховният“ от 1974 г. Книгата е художествен разказ за парагвайския диктатор от XIX век д-р Хосе Гаспар де Франсия, който е диктатор в Парагвай в продължение на 26 години.
През 1976 г. напуска Аржентина, непосредствено преди установяването на военната диктатура на Хорхе Рафаел Видела, и се мести във Франция по покана на Университета на Тулуза. В университета е професор по испано-американска литература до 19855 г., създава курса по език и култура на гуарани, както и Работилница за творческо писане и литературна практика.
Завръща се в Парагвай през 1989 г. след падането на режима на Стреснер. Същата година е удостоен с престижната награда „Сервантес“ за цялостното му творчество.
Аугусто Роа Бастос умира от инфаркт, при усложнения след операция след падане, на 26 април 2005 г. в Асунсион.

## Произведения

### Самостоятелни романи
- Hijo de hombre (1960)
Син человечески, изд.: „Народна култура“, София (1975), прев. Емилия Ценкова
- Yo, el Supremo (1974)
Аз, Върховният, изд.: „Народна култура“, София (1979), прев. Емилия Юлзари
- Vigilia del Almirante (1992)
- El fiscal (1993)
- Contravida (1994)
Контраживот – откъс, седм. „Български писател“ (1995), прев.

### Поезия
- El ruiseñor de la aurora, y otros poemas (1942)
- El naranjal ardiente (1960)

### Разкази
- El trueno entre las hojas (1953)
- El baldío (1966)
- Madera quemada (1967)
- Los pies sobre el agua (1967)
- Moriencia (1969)
- Cuerpo presente y otros cuentos (1971)
- El pollito de fuego (1974)
- Los Congresos (1974)
- El sonámbulo (1976)
- Lucha hasta el alba (1979)
- Los Juegos (1979)
- Contar un cuento, y otros relatos (1984)
- Madama Sui (1996)
- Metaforismos (1996)
- La tierra sin mal (1998)

### Документалистика
- Cándido Lopez (1976)
- Imagen y perspectivas de la narrativa latinoamericana actual (1979)
- Lucha hasta el alba (1979)
- Rafael Barrett y la realidad paraguaya a comienzos del siglo (1981)
- El tiranosaurio del Paraguay da sus ultimas boqueadas (1986)
- Carta abierta a mi pueblo (1986)
- El texto cautivo: el escritor y su obra (1990)

### Екранизации / сценарии
- 1957 El trueno entre las hojas
- 1959 Sabaleros
- 1959 La sangre y la semilla
- 1960 Shunko
- 1961 La sed – по романа „Hijo de hombre“, глава „La sed“
- 1961 Alias Gardelito
- 1962 El último piso
- 1962 El terrorista
- 1964 El demonio en la sangre
- 1964 La boda
- 1966 Castigo al traidor – по разказа „Encuentro con el traidor“
- 1967 Ya tiene comisario el pueblo
- 1969 Soluna
- 1974 La madre María